# Tanfilyeva

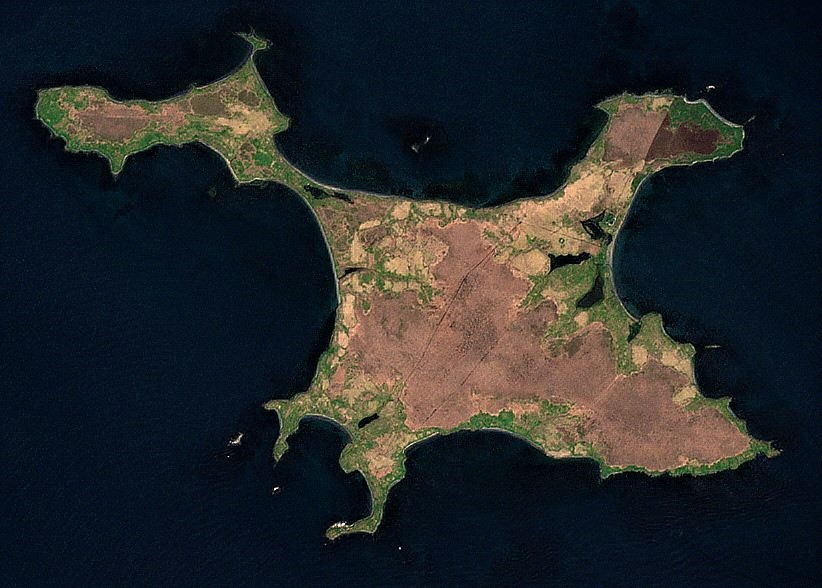
Isla Tanfílieva, imagen del satélite Copérnico (AEE)

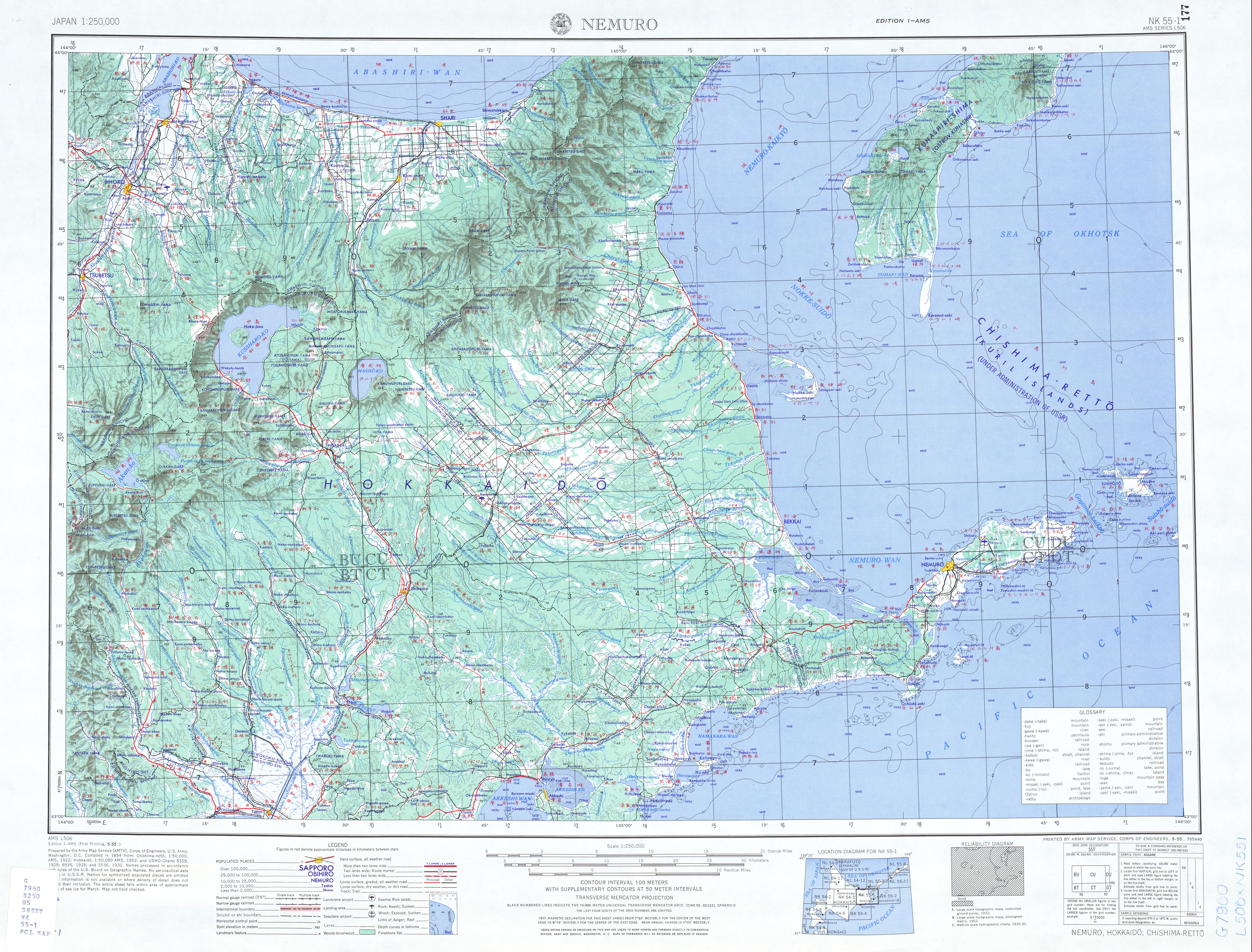
Mapa estadounidense de 1954 mostrando "Suishō-Tō"

Tanfílieva (en ruso: О́стров Танфи́льева, romanizado: Óstrov Tanfílieva o Isla de Tanfíliev; en japonés: 水晶島, romanizado: Suishō-tō) es una isla deshabitada perteneciente al grupo de las islas Jabomai, parte de la cadena de las islas Kuriles. Pertenecen al raión de Yuzhno-Kurilsk, del óblast de Sajalín, región de la Federación de Rusia. Reclamada por Japón como parte de la subprefectura de Nemuro, de la isla de Hokkaido. La isla y sus aguas son parte de la Reserva Natural rusa Mályie Kurily (zakáznik).

## Geografía
Tanfíliev, la isla más al sur de las islas Kuriles Menores, se encuentra a unos 7,8 kilómetros del cabo Nosappu en el extremo este de la península de Nemuro. La isla cubre un área de 12,1 kilómetros cuadrados. Relativamente baja, 16 metros en su punto más alto, la isla tiene varios arroyos cortos y lagos tipo laguna. A lo largo de la costa, con sus cabos y bahías, hay prados cubiertos de hierba. Tanfílieva se encuentra dentro del Área Importante para la Conservación de las Aves y la Biodiversidad. Su flora y fauna están protegidas.

## Historia
El nombre japonés de la isla, Suishō, es de origen ainu. En el Tenpo gocho de 1834 o Registros de aldeas de la era Tenpo, Suisho figura como un asentamiento de la ciudad de Nemuro. Fue visitada por el explorador Matsuura Takeshiro (1818-1888) y figura en sus diarios. A principios del período Meiji la isla formaba parte de la comunidad Goyomai, que luego se fusionó con la comunidad Jabomai (Habomai). Antes de la guerra del Pacífico, la mayoría de la población vivía de la pesca; cada primavera se sumaban a ellos trabajadores de temporada del área de las prefecturas de Niigata y de Toyama. El Konbu era el producto más importante, además de las conservas de salmón, trucha, cangrejos y camarones. Al final de la Segunda Guerra Mundial, la población era de 986, en 154 hogares, junto con 325 caballos. Actualmente, las islas Habomai en su conjunto están deshabitadas. Solo permanece un destacamento de guardia ruso.